# Équipe cycliste PinoRoad
L'équipe cycliste PinoRoad est une ancienne équipe cycliste enregistrée au Chili, ayant pris le statut d'équipe continentale pour la saison 2014. Elle devait participer aux circuits continentaux de cyclisme et en priorité à l'UCI Europe Tour.

## Création de l'équipe
En 2010, Juan Pablo Pino a eu l'idée d'une équipe continentale chilienne en Europe. Depuis avril 2013, il travaille à la réalisation du projet. À sa base, il y a l'équipe USM Skechers, qu'il dirige depuis plusieurs années. Ce projet s'inscrit dans la durée, puisque l'engagement officiel court au moins jusqu'en 2016. La troisième année, Pino espère enregistrer l'équipe en continentale professionnelle, avec l'espoir de disputer un grand tour, la saison suivante. Il suscite l'engouement dans le microcosme cycliste chilien. Il est soutenu par deux grandes entreprises chiliennes. Pour cela, ils disposent d'une base logistique en Espagne, dans la région de Murcie. Pino l'a choisie pour la langue, l'expérience dans le cyclisme et parce que le personnel avec qui il va travailler est espagnol. L'ambition du projet est de donner les moyens à des jeunes Chiliens d’affronter les meilleurs cyclistes sur le continent européen, pour progresser. L'objectif est de disputer six mois de compétition en Europe et trois en Amérique, pour environ quatre-vingts jours de course.
L'équipe 2014 est composée de neuf coureurs chiliens, encadrés par quatre Espagnols. Ces derniers sont là pour transmettre leur expérience et obtenir des résultats importants. Juan José Oroz et Pablo Urtasun, équipiers chez Euskaltel Euskadi, tous deux trentenaires sont les vétérans de la formation. Pino compte sur eux pour obtenir quelques succès mais pour les jeunes Chiliens, il laisse la première année sans objectifs précis, pour leur permettre de s'aguerrir et de réaliser des performances en 2015. L'arrivée en Espagne se fera la troisième semaine de mars 2014, car auparavant une grande partie de l'équipe participera, avec la sélection nationale, aux Jeux sud-américains de Santiago. Actuellement, la volonté de l'encadrement est de se mettre, rapidement, en conformité avec les règlements de l'UCI, de bâtir un calendrier européen avec l'objectif de commencer la saison au Tour de San Luis, dont ils ont reçu une invitation.   
Pino est à la tête de l'encadrement technique, comme manager général. Il est secondé par un directeur sportif, le Murcien Jesús Buendía. Un physiologiste s'occupe de la préparation physique des sportifs et un chiropraticien de leur bien-être.
Fin décembre, la direction annonce avoir trouvé un accord avec la marque de cycles hispano-suisse Berria, pour l'utilisation du modèle "Berria Belador 2.0 sl", pendant la saison 2014.
Il faut attendre, début février, pour que l'UCI officialise l'entrée de la formation dans les équipes continentales 2014.

## PinoRoad en 2014

### Effectif
Douze coureurs font partie de l'effectif de l'équipe continentale UCI avant de tous voir leur contrat résilié le 2 mars 2014.
| Coureur             | Date de naissance | Nationalité | Équipe 2013                      | Équipe 2014                            |
| ------------------- | ----------------- | ----------- | -------------------------------- | -------------------------------------- |
| Pablo Alarcón       | 15 mai 1988       | Chili       | USM-Skechers                     |                                        |
| Adrián Alvarado     | 14 août 1991      | Chili       | Bicicletas Rodríguez-Extremadura | Bicicletas Rodríguez-Extremadura       |
| Mikel Bizkarra      | 21 août 1989      | Espagne     | Euskadi                          | Gomur-Cantabria Deporte-Ferroatlántica |
| Edison Bravo        | 22 février 1992   | Chili       | Bicicletas Rodríguez-Extremadura |                                        |
| Wolfgang Burmann    | 10 février 1991   | Chili       | CC Quinta Normal                 | Avanti Peteroa                         |
| Salvador Guardiola  | 5 septembre 1988  | Espagne     | Differdange-Losch                |                                        |
| Cristopher Mansilla | 24 mai 1990       | Chili       | USM-Skechers                     |                                        |
| Luis Mansilla       | 26 juillet 1986   | Chili       | USM-Skechers                     |                                        |
| Juan José Oroz      | 11 juillet 1980   | Espagne     | Euskaltel Euskadi                | Burgos-BH                              |
| Pedro Palma         | 24 janvier 1989   | Chili       | USM-Skechers                     | Trek Sirinio                           |
| Pablo Seisdedos     | 26 janvier 1988   | Chili       |                                  | Constructora de Vicente                |
| Elías Tello         | 29 avril 1994     | Chili       | USM-Skechers                     | Avanti Peteroa                         |
| Pablo Urtasun       | 29 mars 1980      | Espagne     | Euskaltel Euskadi                |                                        |

### Victoires
L'équipe ne compte aucune victoire UCI lors de sa courte existence.